# Yacht (barca a vela)

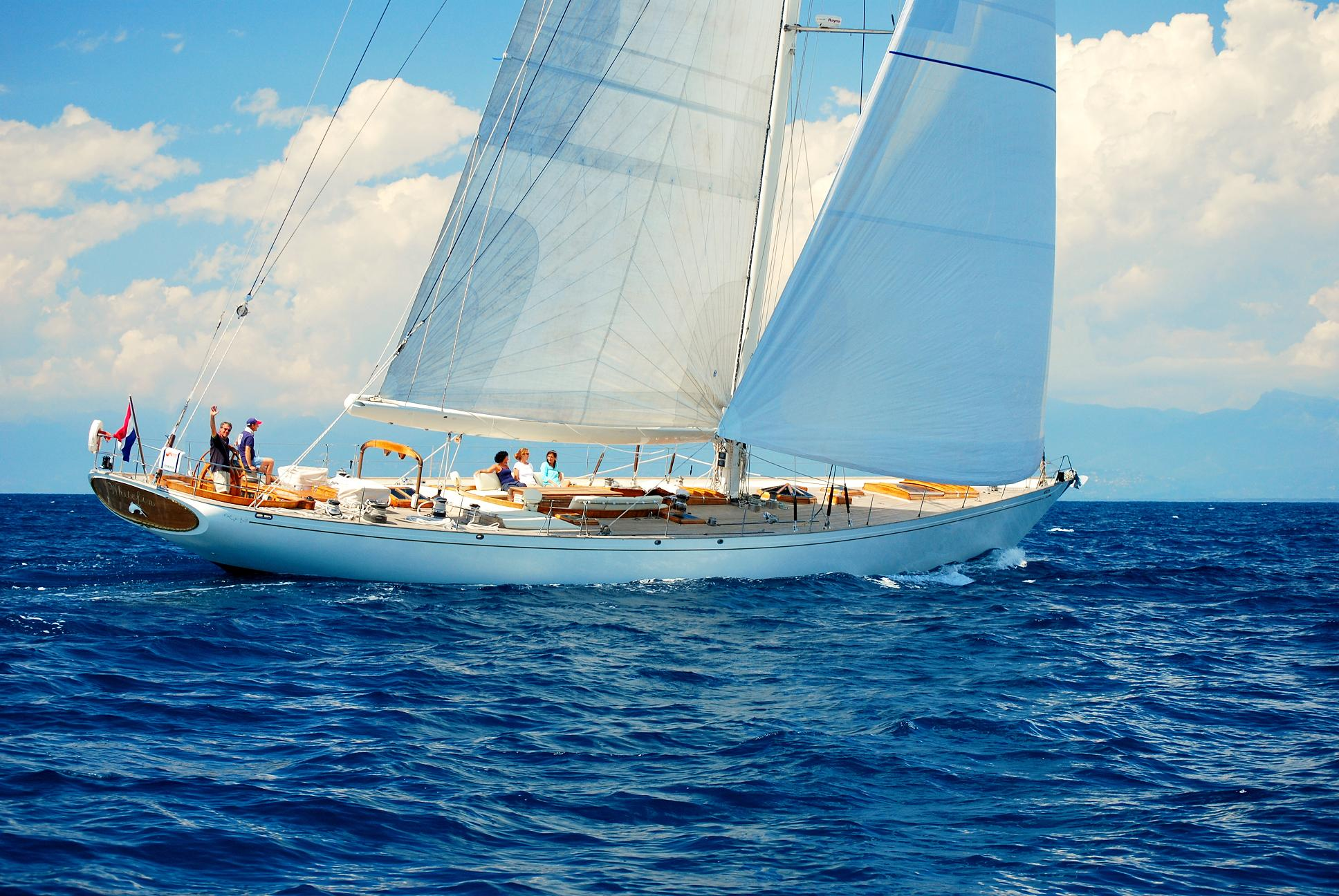
Whitefin, lussuoso yacht a vela di 92 piedi.

Con il termine yacht nella sua accezione anglosassone si definisce genericamente ogni imbarcazione da diporto di qualsiasi dimensione e propulsione. Nell'uso comune tuttavia si tende a definire come yacht un'imbarcazione importante e costosa. Nei regolamenti di regata la parola yacht definisce genericamente ogni imbarcazione che partecipa ed è sottoposta alle regole della competizione. Ci sono molte classi di imbarcazioni riconosciute ufficialmente dalla International Sailing Federation, e la definizione di "yacht" è stata impiegata nello specifico per 9 classi. 

## Classi
L'International Sailng Federation, federazione internazionale della vela, classifica ufficialmente 9 classi di yacht.
- Class 40
- Farr 30
- Farr 40
- International Maxi Association
- IMOCA 60[3]
- Swan 45
- TP 52
- X-35
- X-41